# 30. ožujka
30. ožujka (30. 3.) 89. je dan godine po gregorijanskom kalendaru (90. u prijestupnoj godini).
Do kraja godine ima još 276 dana.

## Događaji
- 1867. – Američki državni tajnik William H. Seward ugovorio je kupovinu Aljaske od Rusije.
- 1912. – Sultan Abdelhafid potpisao je sporazum iz Feza, čime je Maroko postao francuski protektorat.
- 1940. – II. svjetski rat: Japan je postavio Wanga Jingweija za poglavara marionetske vlade u Kini.
- 1954. – Toronto Transit Commission pokrenuo je prvi sustav podzemne željeznice u Kanadi.
- 1964. – Kviz Jeopardy! Merva Griffina debitirao je na televiziji.
- 1981. – John Hinckley, Jr. izvršio je neuspjeli atentat na američkog predsjednika Ronalda Reagana.
- 1987. – U Londonu je jednu od slika iz serije Suncokreti začetnika ekspresionizma Vincenta van Gogha kupila japanska tvrtka za ondašnji rekordni iznos od 36 milijuna eura.

| - 1135. – Majmonid, židovski filozof († 1204.) - 1651. – Štefan Puslabonić, hrvatski književnik († 1705.) - 1746. – Francisco Goya, španjolski slikar († 1828.) - 1853. – Vincent van Gogh, nizozemsko-flamanski slikar († 1890.) - 1892. – Stefan Banach, poljski matematičar († 1945.) - 1894. – Sergej Vladimirovič Iljušin, ruski general i konstruktor aviona († 1977.) - 1904. – Aleksandrina da Costa, portugalska blaženica i mističarka († 1955.) - 1917. – Rudolf Brucci, hrvatski skladatelj († 2002.) - 1926. – Ingvar Kamprad, švedski industrijalac - 1937. – Warren Beatty, američki glumac, scenarist, redatelj i producent - 1955. – Zoran Gogić, hrvatski glumac - 1958. – Bjarte Flem, norveški nogometni vratar - 1958. – Ivo Jerolimov (mlađi), hrvatski nogometaš - 1965. – Željko Šestić, hrvatski glumac - 1968. – Céline Dion, kanadska pjevačica - 1974. – Tomislav Butina, hrvatski nogometni vratar - 1984. – Mario Ančić, hrvatski tenisač - 1989. – Tamara Dragičević, srpska glumica | - 116. – Kvirin od Neussa, rimski mučenik i svetac - 987. – Arnoul II. Flandrijski, fladrijski grof (* 960./961.) - 1707. – Sébastien Le Prestre de Vauban, francuski general (* 1633.) - 1842. – Louise Élisabeth Vigée Le Brun, francuska slikarica (* 1755.) - 1862. – Pavao Štoos, svećenik pjesnik i narodni preporoditelj (* 1806.) - 1890. – Luka Liengitz, austrijska redovnica (* 1861.) - 1912. – Karl May, njemački književnik (* 1842.) - 1925. – Rudolf Steiner, austrijski filozof i pisac (* 1861.) - 1947. – Janez Strašek, slovenski katolički svećenik (* 1906.) - 1949. – Friedrich Bergius, njemački kemičar (* 1884.) - 1959. – Riccardo Zanella, talijanski političar i predsjednik Slobodne Republike Rijeke (* 1875.) - 1965. – Philip Showalter Hench, američki liječnik i nobelovac (* 1896.) - 1969. – Lucien Bianchi, belgijski vozač (* 1934.) - 1973. – Yves Giraud-Cabantous, francuski vozač (* 1904.) - 1984. – Karl Rahner, njemački svećenik i isusovac (* 1904.) - 1986. – James Cagney, američki glumac (* 1899.) - 2002. – Elizabeth Bowes-Lyon, "kraljica majka", majka Elizabete II. (* 1900.) - 2011. – Marko Kurolt, hrvatski franjevac (* 1939.) - 2020. – Bill Withers, američki glazbenik i tekstopisac (* 1938.) - 2023. – Budislav Vukas, hrvatski pravnik i sveučilišni profesor (* 1938.) |

## Blagdani i spomendani
- Dan grada Paga

## Imendani
- Kvirin
- Viktor
- Vlatko
- Zosim
- Bogoljub
- Bogoljuba
- Leonard